# Неймеген

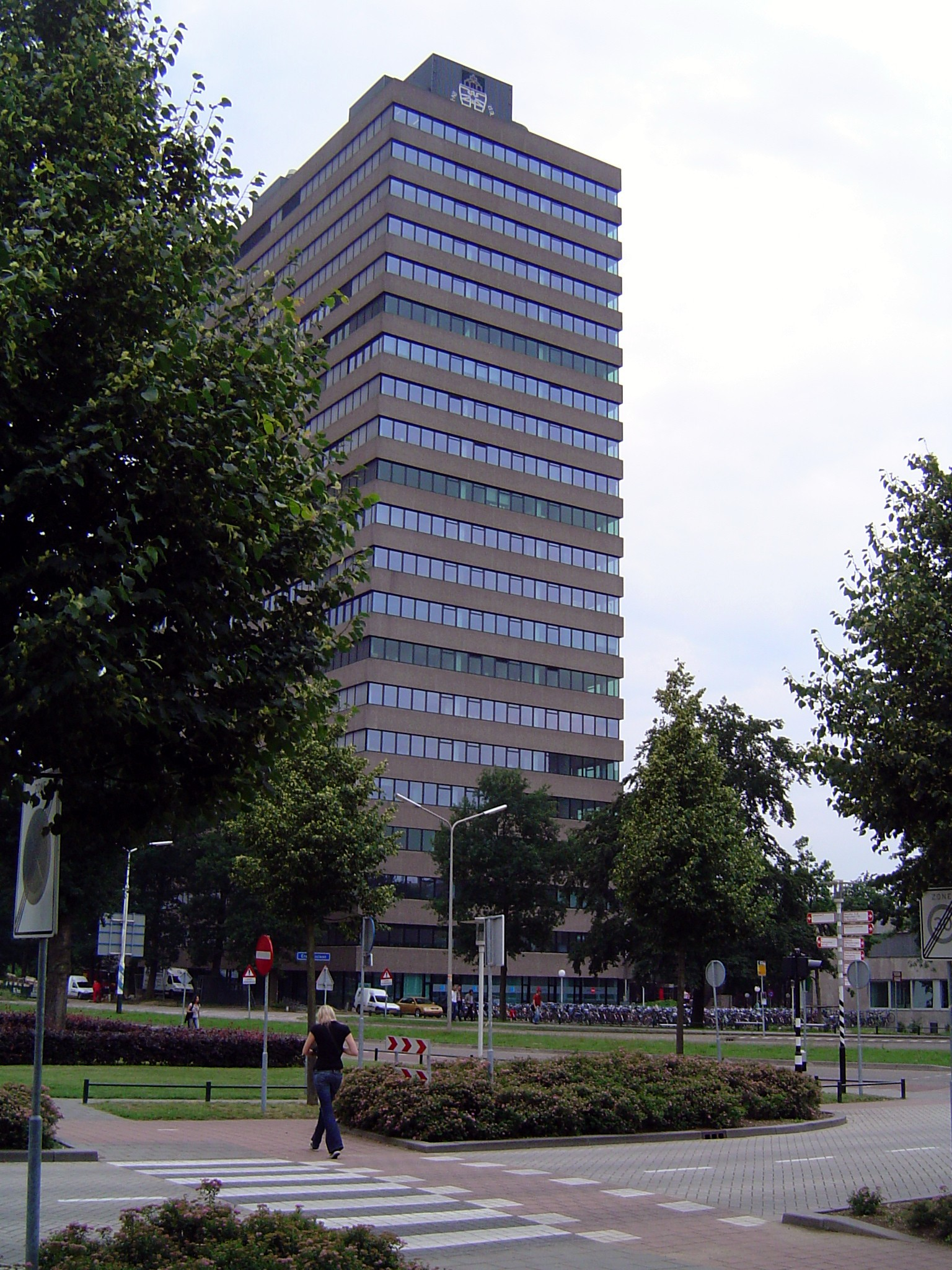
Одна з будівель Радбоуд університету — корпус Еразма (природничих наук).

Не́ймеген (нід. Nijmegen, МФА: [ˈnɛi̯ˌmeːɣə(n)]; також раніше нім. Nimwegen) — місто й муніципалітет на сході Нідерландів у провінції Гелдерланд, біля кордону з Німеччиною. Розташоване на річці Ваал, одному з рукавів у дельті Рейну. Місто вважають найстарішим в країні. Воно відсвяткувало своє 2000-річчя у 2005 році. Населення міста (станом на 2015 рік) — 171 тисяча мешканців. Неймеген входить до агломерації «Арнем-Неймеген» в якій проживає близько 740 тисяч мешканців. Ключову роль у суспільному житті міста відіграє заснований у 1923 році Радбоуд університет в якому навчається понад 19 тисяч студентів.

## Спорт
У місті базується професійний футбольний клуб «Неймеген». Домашні матчі проводить на стадіоні «Гоффертстадіон», який здатний вмістити 12 500 глядачів.

## Визначні місця
- Каплиця палацу Валкгоф
- Музей Валкгоф-Кам

## Цікаві факти
- У 1981 році в університетській клініці Радбоудського університету описали клінічний синдром, якому дали назву міста, а у 1993 році — синдром Бруннера.

## Уродженці
- Аміра Віллігхаген (* 2004) — нідерландська співачка.
- Бас Гайне (* 1960) — нідерландський публіцист, письменник, перекладач.

| Нідерланди | Це незавершена стаття з географії Нідерландів. Ви можете допомогти проєкту, виправивши або дописавши її. |